# Эдвардс, Колин
Колин Эдвардс (англ. Colin Edwards II, род. 27 февраля 1974 года, в Хьюстон, Техас, США) — американский мотогонщик. Прозвище — «Техасский торнадо» (англ. Texas Tornado). Эдвардс — двукратный победитель чемпионата мира в Супербайке.
В чемпионате MotoGP принимал участие с 2003 по 2014 годы. Семь раз заканчивал сезон в топ-10 общего зачёта, лучшее место — четвёртое в сезоне 2005 года, когда он выступал за заводскую команду Yamaha Motor Racing вместе с Валентино Росси. В последующие два сезона в Yamaha Эдвардс занимал седьмое и девятое места, после чего покинул заводскую команду.
В 2012 году Колин Эдвардс защищал честь команды NGM Mobile Forward Racing (Швейцария) построенным на базе шасси Suter и двигателя BMW S1000RR в дебютном сезоне MotoGP/CRT под номером 5.